# معركة ميكولايف
معركة ميكولايف هو هجوم عسكري من قبل القوات المسلحة الروسية للوصول والاستيلاء على ميكولايف في جنوب أوكرانيا. جاء ذلك في أعقاب هجوم خيرسون السابق الذي أمّن معبرًا آمنًا على نهر دنيبر.

## المعركة
سبقت المعركة هجوم خيرسون، حيث سيطرت القوات الروسية على خيرسون والمناطق المحيطة بها، وأمنت معابر نهر دنيبر. في 24 - 25 فبراير 2022، وقعت محاولة غارة جوية على ميكولايف، على الرغم من صدها بمعدات مضادة للطائرات. وبحسب ما ورد قصفت القوات الروسية قاعدة كولبكين الجوية. على الرغم من عدم ورود الكثير من التقارير عن أي تدخل على الأرض، فإن بعض التقارير على وسائل التواصل الاجتماعي تشير إلى وصول القوات الروسية.
خلال ساعات بعد ظهر يوم 26 فبراير 2022، تمكنت 12 دبابة روسية من اختراق كاخوفكا على نهر دنيبر وبدأت في التوجه نحو ميكولايف. صرح حاكم ميكولايف أوبلاست، فيتالي كيم، أن المدينة لديها 5 ساعات للاستعداد. كما تم تجهيز المدفعية والأسلحة الأخرى، مع تجهيز دفاع شامل.
بحلول الساعة 18:30 تقريبًا، كانت الدبابات في ضواحي ميكولايف وأمر رئيس البلدية المواطنين بالبقاء في منازلهم، بعيدًا عن النوافذ قدر الإمكان. بعد فترة وجيزة، دخلت القوات المدينة واندلعت المعركة. وبحسب بعض التقارير، فإن الدبابات «مرت عبر المدينة». كما شوهدت حرائق كبيرة تنتشر في المدينة. كما استولى الروس على حديقة حيوان ميكولايف.
تقدمت القوات الروسية من ميليتوبول نحو ماريوبول، حيث كانت هناك معركة مستمرة، واستولت على مطار بيرديانسك وحاصرت مدينة بيرديانسك. كما بدأت القوات الروسية في التقدم في محطة زابوروجييه للطاقة النووية.
في صباح 27 فبراير، ادعى المسؤولون الأوكرانيون أن القوات الروسية قد تم طردها بالكامل من المدينة. تم أسر بعض الجنود الروس. وتعرضت المدينة لأضرار جسيمة.
في 28 فبراير، تقدمت القوات الروسية من خيرسون باتجاه ميكولايف، ووصلت إلى أطراف المدينة وشنت هجومًا في الساعة 11:00.

### الهجوم الصاروخي
في 18 مارس، أصاب صاروخان روسيان من طراز كاليبر، تم إطلاقهما من خيرسون القريبة، ثكنة للجيش الأوكراني تابعة للواء المشاة البحري السادس والثلاثين (مقره الرئيسي في ميكولايف)، والتي تستخدم لتدريب الجنود المحليين، وتقع في الضواحي الشمالية لميكولايف. وقع الهجوم ليلاً، بينما كان الجنود نائمون في أسرّتهم. لم يكن هناك وقت كافٍ لإطلاق صفارات الإنذار، حيث تم إطلاق الصواريخ من مسافة قريبة جدًا في محيط خيرسون.
في البداية، أُعلن عن مقتل 45 جنديًا أوكرانيًا، مع توقع ارتفاع عدد القتلى. ذكرت صحيفة HLN البلجيكية أن 80 جنديًا أوكرانيًا على الأقل قتلوا في الهجوم. يُفترض أن ما يقرب من 200 جندي قد لقوا مصرعهم، حيث تم انتشال ناجٍ واحد فقط من تحت الأنقاض في اليوم التالي ووصلت درجات الحرارة إلى أقل من 6 درجات مئوية خلال الليل.